# Joe Francis (entrepreneur américain)
Pour les articles homonymes, voir Joe Francis et Francis.
Joe Francis, né le 1er avril 1973 à Atlanta, est un entrepreneur américain.
En 1997, il a créé  la franchise Girls Gone Wild,.